# آنا سيدوكوفا
آنا فلاديميروفنا سيدوكوفا (بالأوكرانية: Ганна Володимирівна Седокова)‏ ( بالأوكرانية:А́нна Володи́мирівна Сєдоко́ва; بالروسية:А́нна Влади́мировна Седоко́ва; ولدت في 16 ديسمبر 1982) مغنية أوكرانية، وممثلة ومذيعة تلفزيونية من أصل روسي.
عرفت سيدوكوفا بشكل بارز في عام 2002 كعضو في فرقة البوب الغنائية نو فيرغوس، بالتزامن مع مسيرتها الموسيقية ، حصلت آنا على شهرة واسعة كممثلة ومقدمة برامج تلفزيونية في الإنتاجات الأوكرانية والروسية. من عام 2004 إلى عام 2006 ، تزوجت سيدوكوفا من لاعب كرة القدم البيلاروسي فالنتين بيلكيفيتش. بعد ذلك ، تزوجت في عام 2011 من رجل الأعمال مكسيم تشيرنيافسكي. عشت بعد ذلك في لوس أنجلوس مع أطفالها الثلاثة.

## وصلات خارجية
- آنا سيدوكوفا على موقع IMDb (الإنجليزية)
- آنا سيدوكوفا على موقع ميوزك برينز (الإنجليزية)
- آنا سيدوكوفا على موقع ديسكوغز (الإنجليزية)
- آنا سيدوكوفا على موقع قاعدة بيانات الفيلم (الإنجليزية)
- آنا سيدوكوفا على موقع كينوبويسك (الروسية)

- (بالروسية) Official Website
- آنا سيدوكوفا على إنستغرام
- ANNA_SEDOKOVA على تويتر.